# Idiot
Der Ausdruck Idiot ist im heutigen Sprachgebrauch als Schimpfwort geläufig und bezeichnet einen dummen Menschen. Mehr oder minder stark pejorative Synonyme sind unter anderem  „Trottel,“ „Depp“ (besonders in den oberdeutschen Dialekten), „Dummkopf“, „Blödmann“, „Blödian“, „Holzkopf“ „Schwachkopf“, „Hornochse“, „Einfaltspinsel“, „Spacko“, „Vollpfosten“ (neu) oder „Narr“ (veraltend).

## Etymologie und Begriffsgeschichte
Das Wort leitet sich von altgriechisch ἰδιώτης idiotes ab, das in etwa „Privatperson“ bedeutet. Es bezeichnete in der Polis Personen, die sich aus öffentlichen-politischen Angelegenheiten heraushielten und keine Ämter wahrnahmen, auch wenn ihnen dies möglich war. In der Attischen Demokratie, die auf informierten und aktiven Bürgern (Politai) beruhte, waren die Idiotai wenig geschätzt. Man wurde als Idiotes geboren und blieb es, wenn nicht Erziehung und Bildung den politisch bewussten Bürger schufen (Tocqueville). Wer sich während der Volksversammlungen öffentlich dem Nichtstun widmete, wurde bestraft.
Ins Lateinische als idiōta entlehnt, verschob sich die Bedeutung des Wortes hin zu „Laie“, auch „Pfuscher“, „Stümper“, „unwissender Mensch“. Später wurde der Begriff allgemein auf Laien oder Personen mit einem geringen Bildungsgrad angewandt.
Nikolaus von Kues (Cusanus) lässt in einigen seiner späteren Schriften eine idiota genannte Hauptfigur, die als Laie bzw. Nichtspezialist gekennzeichnet wird, die eigentliche im Text entwickelte Position vortragen, teilweise im Gespräch mit unterschiedlichen Gelehrten.  Ähnlich wie andere Renaissance-Theoretiker wendet sich Cusanus damit implizit, andernorts auch ganz explizit, gegen die theoretischen Spitzfindigkeiten scholastischer Spezialisten: “A dialecticis libera nos, Domine” (deutsch: „Befreie uns, Herr, von den Dialektikern“), heißt es in seiner Verteidigungsschrift De docta ignorantia.
In der Medizin und Psychologie war „Idiotie“ als Diagnose bestimmter Formen geistiger Behinderung bis ins frühe 20. Jahrhundert gebräuchlich, ist aus der heutigen medizinischen Nomenklatur aber in diesem Sinne vollständig verschwunden. Das Wort wird als medizinischer Fachterminus lediglich in einem anderen Zusammenhang, als Kälteidiotie, angewendet.